# Fluorure de mercure(IV)
Pour les articles homonymes, voir HGF.
Le fluorure de mercure(IV) est un composé chimique de formule HgF4. Il a été observé en 2007 dans une matrice cryogénique de néon et d'argon à 4 K, mais son existence est discutée car il n'a pas été observé l'année suivante lors d'une expérience semblable.
Si son existence était confirmée, il s'agirait du premier composé de mercure dans lequel cet élément serait à un état d'oxydation supérieur à +2, en l'occurrence ici +4. Ce fait est important, car il impliquerait l'observation effective du cation Hg4+, lequel présenterait une configuration électronique [Xe] 4f14 5d8 dans laquelle la sous-couche électronique d est incomplète. Or ce dernier point ferait du mercure un métal de transition, que l'IUPAC définit comme « un élément chimique dont les atomes ont une sous-couche électronique d incomplète, ou qui peuvent former des cations dont la sous-couche électronique d est incomplète », ce qui serait ici précisément le cas. Certains auteurs soulignent néanmoins que, n'étant observable que dans des conditions hors équilibre, le fluorure de mercure(IV) ne serait pas représentatif de la chimie du mercure, laquelle ne connaît par ailleurs que des états d'oxydation au plus égaux à +2, avec une sous-couche d complète, de sorte que le mercure devrait être considéré comme un métal pauvre.
La molécule HgF4 est plane et diamagnétique. Elle est obtenue par réaction de mercure avec du fluor :
Hg + 2 F2 → HgF4.
Ce composé n'est stable que dans une matrice cryogénique : en cas d'élévation de la température, ou si deux molécules entrent en contact l'une avec l'autre, HgF4 se décompose en fluorure de mercure(II) et fluor :
HgF4 → HgF2 + F2.